# نجو (شوي بانة)
نجو (بالفارسية: نژو) هي قرية تقع في كردستان إيران في البلدة المركزية. يقدر عدد سكانها بـ 206 نسمة بحسب إحصاء 2016.